# Anufrievia ciconia
Anufrievia ciconia är en insektsart som beskrevs av Irena Dworakowska 1976. Anufrievia ciconia ingår i släktet Anufrievia och familjen dvärgstritar.
Artens utbredningsområde är Taiwan. Inga underarter finns listade i Catalogue of Life.